# آنتونوف-۱۰
آنتونوف ای‌ان-۱۰ (به انگلیسی: Antonov An-10) یک هواپیمای ساختِ کارخانهٔ آنتونوف در کشور اتحاد جماهیر سوسیالیستی شوروی است. نخستین استفاده‌کنندهٔ این هواپیما آئروفلوت بوده‌است. این هواپیما در ۷ مارس ۱۹۵۷ میلادی نخستین پرواز خود را انجام داد.